# Barrio Pereira
Barrio Pereira ist eine Ortschaft im Südosten Uruguays.

## Geographie
Sie befindet sich auf dem Gebiet des Departamento Rocha in dessen Sektor 5 nahe der Atlantikküste. Im Osten liegt an der Küste in rund zwei bis drei Kilometern Entfernung Palmares de la Coronilla. In südlicher Richtung sind La Coronilla und Capacho die nächstgelegenen Orte. Am östlichen Ortsrand entspringt zudem der ins Landesinnere fließende Arroyo Sarandí de la Horqueta.

## Infrastruktur
Barrio Pereira liegt an der Ruta 9.

## Einwohner
Barrio Pereira hatte bei der Volkszählung im Jahr 2011 186 Einwohner, davon 102 männliche und 84 weibliche.
| Jahr | Einwohner |
| ---- | --------- |
| 1975 | -         |
| 1985 | 166       |
| 1996 | 170       |
| 2004 | 213       |
| 2011 | 186       |

Quelle: Instituto Nacional de Estadística de Uruguay